# Chloroclystis automola
Chloroclystis automola är en fjärilsart som beskrevs av Louis Beethoven Prout 1929. Chloroclystis automola ingår i släktet Chloroclystis och familjen mätare. Inga underarter finns listade i Catalogue of Life.